# Payxambabazar (sockenhuvudort i Kina, Xinjiang Uygur Zizhiqu, lat 41,45, long 82,58)
Payxambabazar (kinesiska: 排先拜巴扎, 排先拜巴扎乡) är en sockenhuvudort i Kina. Den ligger i den autonoma regionen Xinjiang, i den nordvästra delen av landet, omkring 490 kilometer sydväst om regionhuvudstaden Ürümqi. Antalet invånare är 17 838. Befolkningen består av 8 606 kvinnor och 9 232 män. Barn under 15 år utgör 26,0 %, vuxna 15-64 år 67 %, och äldre över 65 år 6,0 %.
Runt Payxambabazar är det mycket glesbefolkat, med 7 invånare per kvadratkilometer. Närmaste större samhälle är Xinhe, 11,5 km norr om Payxambabazar. Trakten runt Payxambabazar består till största delen av jordbruksmark.
Genomsnittlig årsnederbörd är 107 millimeter. Den regnigaste månaden är juni, med i genomsnitt 31 mm nederbörd, och den torraste är april, med 2 mm nederbörd.